# Collegio elettorale di Cinisello Balsamo (Senato della Repubblica)
Il collegio di Cinisello Balsamo fu un collegio elettorale uninominale della Repubblica Italiana per l'elezione del Senato della Repubblica. Apparteneva alla Circoscrizione Lombardia e fu utilizzato per eleggere un senatore nella XII, XIII e XIV legislatura.
Venne istituito nel 1993 con la cosiddetta Legge Mattarella (Legge n. 276, Norme per l'elezione del Senato della Repubblica), attuata in seguito al referendum abrogativo del 1993. La legge istituì per la Camera dei deputati e per il Senato della Repubblica un sistema di elezione misto, in parte maggioritario e in parte proporzionale. Il 75% dei parlamentari dell'assemblea veniva eletto in collegi uninominali tramite sistema maggioritario a turno unico; il restante 25% al Senato veniva eletto tramite recupero proporzionale dei più votati non eletti attraverso un meccanismo di calcolo denominato "scorporo", cioè sottraendo dal conteggio dei voti totali di una lista nella parte proporzionale i voti ottenuti dai candidati collegati alla medesima lista che erano eletti nei collegi uninominali con il sistema maggioritario.
Il collegio venne abolito insieme a tutti gli altri che costituivano il Senato con la promulgazione della legge elettorale successiva, la cosiddetta Legge Calderoli. Questa prevedeva un sistema proporzionale con premio di maggioranza, che al Senato veniva attribuito a livello regionale.

## Territorio
Il collegio di Cinisello Balsamo era uno dei 35 collegi uninominali in cui era suddivisa la Lombardia e, come previsto dal D.Lgs. del 20 dicembre 1993 n. 535, era compreso nelle province di Milano e di Monza e della Brianza e comprendeva i seguenti comuni: Cinisello Balsamo, Cormano, Cusano Milanino, Muggiò, Nova Milanese, Paderno Dugnano, Senago e Varedo.

## Eletti
| Elezione | Elezione | Senatore              | Partito                 |
| -------- | -------- | --------------------- | ----------------------- |
|          | 1994     | Domenico Contestabile | Polo delle Libertà (FI) |
|          | 1996     | Patrizia Toia         | L'Ulivo (PPI)           |
|          | 2001     | Alberto Zorzoli       | Casa delle Libertà (FI) |

## Dati elettorali

### XII legislatura
|                               | Domenico Contestabile ✔️ Eletto   | Polo delle Libertà           | 58 856  | 39,81 |  |  |  |  |  |
|                               | Corrado Luigi Stajano ✔️ Eletto   | Progressisti                 | 47 810  | 32,33 |  |  |  |  |  |
|                               | Angelo Valadè                     | Patto per l'Italia           | 15 338  | 10,37 |  |  |  |  |  |
|                               | Rita Rosa Pizzetti                | Alleanza Nazionale           | 9 697   | 6,56  |  |  |  |  |  |
|                               | Gabriella Guzzi                   | Lista Pannella-Riformatori   | 6 840   | 4,63  |  |  |  |  |  |
|                               | Cesarina Tremolada Capra De Carrè | Lega Alpina Lumbarda         | 4 266   | 2,89  |  |  |  |  |  |
|                               | Lucia Coter                       | Partito Pensionati           | 2 750   | 1,86  |  |  |  |  |  |
|                               | Edda Zanon                        | Lega di Angela Bossi         | 1 408   | 0,95  |  |  |  |  |  |
|                               | Gianfranco Di Mola                | Partito della Legge Naturale | 895     | 0,61  |  |  |  |  |  |
| Totale                        | Totale                            | Totale                       | 147 860 | 100   |  |  |  |  |  |
|                               |                                   |                              |         |       |  |  |  |  |  |
| Voti non validi               | Voti non validi                   | Voti non validi              | 6 895   | 4,46  |  |  |  |  |  |
| Votanti                       | Votanti                           | Votanti                      | 154 755 | 92,83 |  |  |  |  |  |
| Elettori                      | Elettori                          | Elettori                     | 166 711 |       |  |  |  |  |  |
|                               |                                   |                              |         |       |  |  |  |  |  |
| Data: 27-28 marzo 1994        |                                   |                              |         |       |  |  |  |  |  |
| Fonte: Ministero dell'interno |                                   |                              |         |       |  |  |  |  |  |

### XIII legislatura
|                               | Patrizia Ferma Francesca Toia ✔️ Eletta | L'Ulivo                                  | 63 905  | 43,77 |  |  |  |  |  |
|                               | Enrico Rizzi ✔️ Eletto                  | Polo per le Libertà                      | 51 092  | 34,99 |  |  |  |  |  |
|                               | Guido Tronconi                          | Lega Nord                                | 22 148  | 15,17 |  |  |  |  |  |
|                               | Roberto Miglio                          | Lista Pannella-Sgarbi                    | 3 159   | 2,16  |  |  |  |  |  |
|                               | Giuseppe Taticchi                       | Movimento Sociale Fiamma Tricolore       | 1 879   | 1,29  |  |  |  |  |  |
|                               | Maria Luisa Lezziero                    | Lega per l'Autonomia - Alleanza Lombarda | 1 652   | 1,13  |  |  |  |  |  |
|                               | Orazio Elia                             | Socialista                               | 1 101   | 0,75  |  |  |  |  |  |
|                               | Luciano Manerba                         | Federazione Liste Civiche                | 1 064   | 0,73  |  |  |  |  |  |
| Totale                        | Totale                                  | Totale                                   | 146 000 | 100   |  |  |  |  |  |
|                               |                                         |                                          |         |       |  |  |  |  |  |
| Voti non validi               | Voti non validi                         | Voti non validi                          | 6 733   | 4,41  |  |  |  |  |  |
| Votanti                       | Votanti                                 | Votanti                                  | 152 733 | 90,13 |  |  |  |  |  |
| Elettori                      | Elettori                                | Elettori                                 | 169 459 |       |  |  |  |  |  |
|                               |                                         |                                          |         |       |  |  |  |  |  |
| Data: 21 aprile 1996          |                                         |                                          |         |       |  |  |  |  |  |
| Fonte: Ministero dell'interno |                                         |                                          |         |       |  |  |  |  |  |

### XIV legislatura
|                               | Alberto Pietro Maria Zorzoli ✔️ Eletto  | Casa delle Libertà                       | 61 276  | 41,54 |  |  |  |  |  |
|                               | Patrizia Ferma Francesca Toia ✔️ Eletta | L'Ulivo                                  | 59 878  | 40,59 |  |  |  |  |  |
|                               | Giovanni Pesce                          | Partito della Rifondazione Comunista     | 8 443   | 5,72  |  |  |  |  |  |
|                               | Severino Alberti                        | Lega per l'Autonomia - Alleanza Lombarda | 5 026   | 3,41  |  |  |  |  |  |
|                               | Nicola Veltri                           | Lista Di Pietro                          | 4 904   | 3,32  |  |  |  |  |  |
|                               | Maurizio Gennaro                        | Lista Pannella-Bonino                    | 3 403   | 2,31  |  |  |  |  |  |
|                               | Adriana Businaro                        | Partito Pensionati                       | 1 514   | 1,03  |  |  |  |  |  |
|                               | Grazia Miccoli                          | Fiamma Tricolore                         | 1 328   | 0,90  |  |  |  |  |  |
|                               | Mario Nicola Marrone                    | Democrazia Europea                       | 1 002   | 0,68  |  |  |  |  |  |
|                               | Maurizio Falletta                       | Forza Nuova                              | 337     | 0,23  |  |  |  |  |  |
|                               | Mario Usai                              | I Liberaldemocratici - Basta!            | 233     | 0,16  |  |  |  |  |  |
|                               | Vittoria Pavignano                      | Partito Liberal-Popolare                 | 158     | 0,11  |  |  |  |  |  |
| Totale                        | Totale                                  | Totale                                   | 147 502 | 100   |  |  |  |  |  |
|                               |                                         |                                          |         |       |  |  |  |  |  |
| Voti non validi               | Voti non validi                         | Voti non validi                          | 6 975   | 4,52  |  |  |  |  |  |
| Votanti                       | Votanti                                 | Votanti                                  | 154 477 | 87,66 |  |  |  |  |  |
| Elettori                      | Elettori                                | Elettori                                 | 176 231 |       |  |  |  |  |  |
|                               |                                         |                                          |         |       |  |  |  |  |  |
| Data: 13 maggio 2001          |                                         |                                          |         |       |  |  |  |  |  |
| Fonte: Ministero dell'interno |                                         |                                          |         |       |  |  |  |  |  |